# امرأة هزت عرش مصر (فلم)
امرأة هزت عرش مصر فيلم مصري عرض عام 1995، بطولة نادية الجندي وفاروق الفيشاوي ومحمود حميدة وإبراهيم يسري وعزت أبو عوف وجيهان فاضل ومن إخراج نادر جلال، قصة الفيلم مأخوذة من رواية المرأة التي هزت عرش مصر للكاتب الصحفي رشاد كامل.

## قصة الفيلم
يجد الملك فاروق نفسه مذعناً لتنفيذ أوامر الإنجليز بتعيين مصطفى النحاس رئيسا للوزارة. وفي أثناء رحلته إلى القصاصين يصاب في حادث تصادم. ويتعرف على الطبيب يوسف رشاد وزوجته نهى. يعجب بالمرأة، ويلحقها بالعمل في القصر كوصيفته، تحاول نهى الصعود اجتماعيا من خلال ضعف شخصية الملك، خاصة بعد أن يتم تكليف الزوج بتكوين الحرس الحديدي. والذي من خلاله يتم اكتشاف كل من الضابط المستهتر مصطفى كمال والضابط أنور السادات. تنفصل نهى عن زوجها ويطردها الملك، فتغدو عشيقة لمصطفى كمال. تنادي بالوقوف ضد الملك، وتعمل على تكوين خلية سرية مع الضباط الأحرار الذين تساعدهم، حتى تنقذ الثورة من المخاطر.

## طاقم التمثيل
- نادية الجندي: (نهى رشدي (أو ناهد رشاد ) كبيرة وصيفات القصر)
- فاروق الفيشاوي: (الملك فاروق ملك مصر)
- محمود حميدة: (مصطفى عبد الحميد (أو مصطفى كمال صدقي))
- إبراهيم يسري: (حسين (أو يوسف رشاد) طبيب ورئيس مخابرات القصر)
- عزت أبو عوف: (بولي خادم الملك)
- جمال عبد الناصر: (محمد أنور السادات)
- جيهان فاضل: (الملكة فريدة زوجة الملك فاروق)
- عواطف حلمي: (الملكة نازلي أم الملك فاروق)
- سيف عبد الرحمن: (فكري وصيف الملك)
- خليل مرسي (مراغي وزير الداخلية)
- محيي الدين عبد المحسن: (حيدر باشا وزير الحربية والجيش)
- حمدي هيكل
- ثريا عز الدين
- سامية عبد الله
- ريم البارودي
- محمد بسيوني
- عادل هلالي
- محمد يونس
- جميلة عزيز
- سارة عبد الواحد (الطفلة)
- عادل عمار (سكرتير الملك فاروق)
- أشرف عبد العزيز
- خيري حسن: (المذيع الصوتي)
- صفوة: (الراقصة)
- ناصر عبد الرحمن
- حنان عبد الحليم
- عادل عماد
- هناء مطر
- جلال ميامي
- ياسر صادق
- محمد علي
- مايا توفيق: (الطفلة)
- أندرو عادل: (الطفل)
- عصام السيسي
- مكرم بدوي
- لطفي فرحات

## فريق العمل
- إخراج: نادر جلال
- قصة: رشاد كامل
- معالجة درامية وسيناريو وحوار: بشير الديك
- مدير التصوير: سعيد شيمي
- مونتاج: صلاح عبد الرازق
- إنتاج: السبكي للإنتاج السينمائي (أحمد السبكي - محمد السبكي)
- موسيقى تصويرية: جمال سلامة
- توزيع داخلي: أفلام النصر (محمد حسن رمزي وشركاه)
- توزيع خارجي: السبكي للإنتاج السينمائي (أحمد السبكي - محمد السبكي)

## روابط خارجية
- مقالات تستعمل روابط فنية بلا صلة مع ويكي بيانات